# Joaquín Amaro
Joaquín Amaro Domínguez (Sombrerete, 16 agosto 1889 – Pachuca, 15 marzo 1952) è stato un generale, politico e editore messicano che ricoprì il ruolo di Segretario alla Guerra e Marina nei gabinetti dei presidenti Plutarco Elías Calles, Emilio Portes Gil e Pascual Ortiz Rubio, cosa che lo rende uno dei funzionari di governo più longevi della storia del Messico.
Le sue ambiziose riforme del ribelle esercito messicano trasformarono le forze armate da partigiane politiche in una forza armata fedele al presidente e al governo. Realizzò questo "attraverso un processo di rieducazione culturale che ha sostituito una radicata tradizione di militarismo con una che enfatizzava valori come disciplina, dovere, onore e lealtà al governo civile".

## Biografia

### Inizi
Joaquín Amaro nacque nella hacienda Corrales di Abrego, comune di Sombrerete, Zacatecas, il 16 agosto 1889, primo dei dieci figli di Antonio Amaro e Ángela Domínguez, di origine indigena, anche se probabilmente non Yaqui, come si era ipotizzato. Quando Joaquín era ancora bambino, la famiglia si trasferì nello stato di Durango, dove suo padre lavorava in una hacienda. Imparò a leggere e scrivere, anche se probabilmente senza il beneficio dell'istruzione formale. A partire dal 1908 lavorò nell'ufficio della hacienda di Saucillo, dove lavorava suo padre, occupandosi della contabilità. Nel 1910 suo padre vendette i suoi averi e donò il denaro al figlio maggiore per poi partire per Torreón nel novembre dello stesso anno. Sebbene Amaro non lo rivide più, lesse delle sue imprese con l'esercito rivoluzionario del colonnello Luis Moya. Nel febbraio dell'anno seguente si unì anche lui alla rivoluzione maderista, nelle forze comandate dal generale Domingo Arrieta, che operava nel Durango. Poco dopo l'arruolamento, suo padre morì in battaglia. Joaquín in seguito passò alle file di Gertrudis G. Sánchez. Nel 1912 fu mandato a combattere gli zapatisti e per le sue azioni fu promosso ufficiale.

### Costituzionalismo
Quando Victoriano Huerta entrò in carica come presidente del Messico nel febbraio 1913, Amaro riprese le armi contro di lui e presto acquisì grande fama tra i militari del Michoacán. Operò all'interno delle forze di Gertrudis G. Sánchez, alleato con quelle di Martin Castrejón. Nel mese di maggio sconfisse insieme a Rafael M. Pedrajo i federali a Los Pinzanes e poi attaccò Puruándiro, Uruapan, Zitácuaro e Zinapécuaro. Amaro fu decisivo nel trionfo costituzionalista nel Michoacán. Dopo la spaccatura rivoluzionaria nel 1914, si alleò alle forze convenzionaliste, ma per poco tempo, e sostenne anche il governo di Eulalio Gutiérrez. Quando i villisti invasero il Michoacán, Amaro e le sue forze si ritirarono a sud. Ancora una volta riprese Silao come carranzista. Con questa e altre battaglie, i "Rayados" ("a strisce") di Amaro, così chiamati perché indossavano le uniformi delle prigioni di San Juan de Ulúa, guadagnarono fama nazionale. Amaro e le sue truppe furono ingaggiate nell'esercito comandato dal generale Álvaro Obregón. Al comando di 4 000 "Rayados", che formarono la 5ª Divisione dell'esercito Obregonista, partecipò alla battaglia di Celaya, dove ingaggiò un ruolo brillante, e alla battaglia di León. Nel 1916 combatté nel Morelos e nel Distretto Federale di nuovo contro gli zapatisti dell'Esercito di Liberazione del Sud, portando a termine uno dei più grandi ignomini registrati nella storia del Messico ovvero il massacro degli abitanti del villaggio di Villa Milpa Alta il 15 ottobre, dove più di 150 tra giovani e adulti furono uccisi sommariamente. Questo metodo di sterminio è la base su cui è stato fondato il moderno esercito messicano. Nel 1918 operò nel Durango e nel Chihuahua contro la División del Norte villista. Fu anche comandante militare della zona settentrionale, che comprendeva gli stati di Chihuahua, Durango, Nuevo León, Coahuila e San Luis Potosí. Nel 1920 si unì alla ribellione di Agua Prieta come comandante della 5ª Divisione settentrionale.
Il 3 settembre 1921 mentre era a capo delle operazioni della terza zona di guerra, Amaro sposò Elisa Izaguirre, originaria di Morelia, Michoacán. Lì la coppia ebbe due figli, Joaquín e Leonor.
In seguito divenne comandante della settima zona di guerra, che comprendeva il Nuevo León. In questa posizione sconfisse la ribellione di luglio del generale Pablo González Garza. Quando nel 1922 l'agitazione politica minacciò di destabilizzare il Coahuila, Amaro posizionò le sue truppe in modo da bloccare l'occupazione della legislatura statale e il palazzo del governatore. Nel 1923 fu mandato a mantenere l'ordine durante le elezioni governative del Nuevo León. In seguito a una serie di episodi violenti, Amaro disarmò i gruppi di combattenti rurali.
Dopo l'assassinio di Pancho Villa nel luglio 1923, il generale fu ampiamente sospettato come uno dei pianificatori dell'operazione. Oggi, la maggior parte degli storici attribuisce la morte di Villa a una cospirazione ben pianificata, molto probabilmente avviata dall'allora Segretario alla Guerra Plutarco Elías Calles, che ordinò ad Amaro di sostenere gli assassini. Il generale fu successivamente strumentale nel liberare dal carcere Jesús Salas Barraza, il capo del commando.
Amaro non esitò mai del suo sostegno a Calles e Obregón e condivise l'odio di Calles per il clero. Il presidente gli dette pieno sostegno nel portare avanti il suo piano per riformare le Forze armate lungo linee anticlericali e populiste. Né Calles né Amaro esitarono nell'agire contro l'estrema sinistra. Quando José Guadalupe Rodríguez tentò di organizzare "soldati sovietici" sul modello bolscevico, fu prontamente arrestato e fucilato insieme ad alcuni dei suoi soldati. Inoltre, quando un gruppo di contadini e operai dell'Internazionale Comunista (Comintern) si formò sotto l'artista Diego Rivera, fu forzatamente sciolto. Molti esponenti dell'estrema sinistra furono inviati nella colonia penale delle Isole Marías.

### Ribellione delahuertista
Nel 1923 il capo dello staff di Amaro, José Álvarez, venne a sapere della trama tra i generali Enrique Estrada, Guadalupe Sánchez e Fortunato Maycotte per rovesciare Obregón. Álvarez tornò immediatamente nel Nuevo León e informò Amaro della congiura, che comunicò prontamente le informazioni a Obregón. I cospiratori incaricarono il generale Adolfo de la Huerta, Segretario delle Finanze, di candidarsi alla presidenza contro Plutarco Elías Calles, successore scelto da Obregón. Affrontando una ribellione con eserciti nel nord, sud ed est, Obregón si affidava a generali leali come Amaro per bloccare l'accesso ai ribelli alle risorse e al confine settentrionale e reprimere l'insurrezione. Amaro, aiutato dal generale Lázaro Cárdenas del Río, combatté le forze di Estrada, sconfiggendole nella decisiva battaglia di Ocotlán. Tre giorni dopo la battaglia, le forze di Amaro occuparono Guadalajara, da dove era partita la ribellione guidata da Estrada. La ribellione fu schiacciata e l'elezione presidenziale del 1924 si svolse pacificamente.

### Carriera nel dopoguerra
Sempre nel 1924, Amaro fu nominato sottosegretario responsabile del Ministero della Guerra e della Marina. Come generale di divisione, divenne Segretario alla Guerra il 27 luglio 1925 e occupò tale carica durante i mandati presidenziali di Plutarco Elías Calles, Emilio Portes Gil e Pascual Ortiz Rubio. Il suo lavoro come capo dell'esercito dal 1924 al 1931, culminò nel suo Piano di riorganizzazione dello stesso: introdusse la disciplina e la tecnica e diffuse attività sportive e culturali attraverso le biblioteche pubbliche nelle caserme.
Si occupò anche dell'aeronautica, ma a causa della sua ignoranza al riguardo, fu lento a ottenere progressi.
Come Segretario alla Guerra, durante la Guerra cristera (1926-1929) coordinò le azioni dell'esercito contro i Cristeros cattolici e, d'accordo con Calles, ordinò e si rese responsabile di feroci repressioni militari. Nonostante questo, negli anni successivi mantenne un'intima amicizia con i padri della Compagnia di Gesù, alla quale lasciò in eredità la sua biblioteca nel suo testamento.
 Quando Obregón fu assassinato da un cristero sedici giorni dopo la sua rielezione a presidente nel 1928, molti generali e altre figure importanti della politica messicana incitarono Amaro a correre per l'ufficio ma il generale rifiutò sempre educatamente, affermando che "non aveva mai pensato di dedicare le sue attività alla politica".
Le riforme militari di Amaro tagliarono il bilancio militare messicano da un terzo a un quarto del bilancio totale del governo messicano, e portò al licenziamento di numerosi giovani ufficiali. Le riforme, il suo coinvolgimento nella soppressione della sinistra e l'ormai confermato sospetto del suo ruolo nell'assassinio di Pancho Villa, resero Amaro molto impopolare in alcuni circoli e bersaglio di voci viziose e false. Un esempio è il racconto che Amaro inviò al capitano Emilio Carranza un telegramma ordinando a Carranza il 13 luglio 1928 di iniziare immediatamente un volo senza scalo da New York a Città del Messico, che si concluse con lo schianto fatale del capitano nel New Jersey Pine Barrens. Tuttavia, i notiziari contemporanei Evening Courier, Camden, NJ e New York Times presentano la storia del "fatidico telegramma" come un'invenzione.

Un altro esempio è la storia secondo cui Amaro sparò e uccise uno stalliere che disobbedì al suo ordine di portare a spasso il suo pony da polo e invece lo guidò fino alle scuderie, che l'ambasciatore degli Stati Uniti in Messico e il suo addetto militare passarono al Dipartimento di Stato. Tuttavia, ci sono buone ragioni per credere che l'ambasciatore James R. Sheffield detestasse i leader rivoluzionari messicani e avrebbe trasmesso qualsiasi voce per screditarli indipendentemente dalla sua veridicità. Usò gli stereotipi razziali per descriverli, definendo Calles "un armeno e indiano" e "Amaro, segretario alla guerra, un indiano purosangue e molto crudele".

### Carriera successiva
Durante il periodo dal 1931 al 1935 fu direttore dell'istruzione militare e dell'Eroico Collegio Militare. In questa posizione cercò di formare un gruppo elitario di ufficiali sullo stile dell'École spéciale militaire de Saint-Cyr francese. A tal fine inviò un certo numero di generali per studiare presso le accademie militari degli stati europei e sudamericani.
Durante gli anni '30 Amaro espresse ripetutamente la sua simpatia per Adolf Hitler e la Germania nazista.
Quando nel 1936 Plutarco Elías Calles fu espulso dal Paese, ad Amaro fu concessa una licenza illimitata nell'esercito, affinché rimanesse fedele al governo di Lázaro Cárdenas del Río.
Il 30 gennaio 1939 fu fondato il Partito Rivoluzionario Anti-Comunista (PRAC), da Manuel Pérez Treviño ed altri politici ed ex militari di spicco, tutti quanti sostenitori di Calles, con l'obiettivo di riconquistare il potere.

#### Il manifesto di Amaro
Il 7 marzo 1939, dopo aver ottenuto una licenza per operare in politica e richiedere legalmente il suo ingresso nel PRAC, Amaro pubblicò un manifesto nel quale per la prima volta faceva una critica aperta e molto dura al governo cardenista e condannava le tendenze comuniste e fasciste del regime, l'attacco alla piccola proprietà rurale, la collettivizzazione nell'espropriazione della terra come una forma di schiavitù con un padrone onnipotente, il rifiuto alle politiche per i lavoratori a beneficio della classe dirigente, il nepotismo e il favoritismo. Chiese anche di porre fine alle tendenze inflazionistiche e di rispettare i fondi della Banca del Messico e concluse criticando uno degli aspetti più importanti della politica cardenista dicendo:
Per Amaro la lotta si ridusse a due tendenze: continuazione dell'attuale regime o rettifica delle procedure governative.
Il proclama del generale riscontrò il giudizio negativo dei politici e militari affiliati al Partito della Rivoluzione Messicana, il partito del presidente Cárdenas, come Francisco J. Múgica, Manuel Ávila Camacho (futuro presidente), Rafael Sánchez Tapia e Cándido Aguilar, mentre invece ebbe grande presa sugli esponenti conservatori e anticomunisti del PRAC e infatti all'inizio di giugno Amaro ne fu designato segretario generale e più tardi anche candidato alle elezioni presidenziali dell'anno seguente.

#### Le elezioni presidenziali del 1940
Nonostante il suo prestigio all'interno dell'esercito, Amaro godeva di scarso sostegno popolare e infatti nel 1940 si ritirò dalla competizione elettorale. Dopo il ritiro del generale, il PRAC dette il sostegno all'imprenditore ed ex rivoluzionario Juan Andreu Almazán, che era amico di Amaro. I due presero in considerazione l'idea di iniziare una rivolta armata contro il governo messicano se i risultati fossero stati pilotati, nella stessa maniera di come si erano ribellati Francisco R. Serrano e Arnulfo R. Gómez nel 1927, José Gonzalo Escobar nel 1929 e Saturnino Cedillo nel 1938. Ciò tuttavia non avvenne. Il PRAC si sciolse pochi mesi dopo e vari suoi esponenti tornarono in seno al governo.

#### Ultimi anni e morte
Nel 1943 il generale realizzò uno studio dal titolo "Problemi della nostra Difesa Nazionale".
Durante la seconda guerra mondiale fu responsabile della difesa della regione dell'Istmo di Tehuantepec dalle aggressioni dell'Asse.
Nel 1952 fu di nuovo candidato alla presidenza, per il Partito Nazionalista Messicano (PNM), ma morì a Pachuca, Hidalgo, il 15 marzo, pochi mesi prima del giorno delle elezioni. Il PNM dette quindi il sostegno al candidato del Partito Rivoluzionario Istituzionale (PRI) Adolfo Ruiz Cortines, poi eletto.
Amaro fu sepolto nel Panteón Francés de la Piedad. Nel 1966 il suo corpo fu riesumato e sepolto nel Panteón Francés de San Joaquín. Nel 1960, una statua equestre di Amaro è stata eretta nel Parco Chapultepec di Città del Messico.